# Lefter Kosova
Lefter Kosova (nevének ejtése lɛftɛɾ kɔsɔva; Görice, 1907. június 17. – Tirana, 1944. szeptember 6.) albán politikus, 1944-ben közmunkaügyi miniszteri beiktatása napján merénylet áldozata lett.

## Életútja
A délkelet-albániai Görice (ma Korça) városában született. Szülővárosában elvégzett alapiskolái után a tiranai Amerikai Szakiskolába íratták be, majd Angliában végzett felsőfokú tanulmányokat. Albánia 1939. áprilisi olasz megszállását követően antifasiszta tevékenységéért bebörtönözték, ahonnan csak Olaszország 1943. szeptemberi kapitulációját és hazája német megszállását követően szabadult ki. Azonnal bekapcsolódott a politikai életbe, az albán nemzetgyűlés képviselője lett.
Az 1944. szeptember 6-án megalakult, Ibrahim Biçakçiu vezette kormányban a közmunkaügyi miniszteri posztot kapta, de pár órával tárcavezetői felesketését követően a nyílt utcán lelőtték. Merénylője Xhelal Staravecka kommunista partizán volt.